# 하나다 나카노스케
하나다 나카노스케(일본어: 花田仲之助, 1860년 7월 27일 ~ 1945년 1월 2일)는 일본 제국 육군 참모본부 제2부 소속 정보장교이다. 최종 계급은 중좌. 사쓰마번 출신.
메이지 16년(1883년) 일본 육군사관학교 6기로 졸업, 러일전쟁에서 러시아 제국군을 혼란시킨 아카시 모토지로의 동기이다. 군 경력은 주로 대러시아 특수공작에 종사했다. 1897년 승려로 변장하여 블라디보스토크에 잠복, 선교를 자칭하며 시베리아, 만주, 몽고를 정찰했다. 그러다 러시아 대책에 대해 다무라 이요조(田村怡与造)와 의견 충돌이 일어나 소좌 계급으로 퇴역했다.
1901년 보덕회라는 단체를 세워서 교육칙어를 기본으로 한 “지은보덕 감은보사”(知恩報徳・感恩報謝) 정신을 각지에 전파하고 다녔다.
1904년 러일전쟁이 발발하자 예비역 소좌로 소집되어 쓰시마 경비대에 배속되었다. 러시아 제국군의 마적 회유가 진행되면서 이에 대항해 친일 마적을 총괄할 인물이 필요해졌고, 급히 참모본부에 복귀, 만주로 건너갔다. 현양사계 대륙낭인 14명과 대륙낭인으로 위장한 참모본부 정보장교들을 핵심으로 만주 마적을 모아 만주의군을 편성했고, 최대 병력은 3천 명에 이르렀다. 그러나 대본영은 스나이더-엔필드 같은 총밖에 지급하지 않았고, 만주의군은 적의 장비를 노획해가면서 러시아군의 후방을 교란했다.